# Шиичский сельсовет
Шиичский сельсовет — административная единица на территории Калинковичского района Гомельской области Республики Беларусь. Административный центр — агрогородок Шиичи.

## Состав
Шиичский сельсовет включает 5 населённых пунктов:
- Горохово — деревня.
- Заполье — деревня.
- Суховичи — деревня.
- Туровичи — деревня.
- Шиичи — агрогородок.